# Myth Cloth
I  Saint Cloth Myth  聖闘士聖衣神話 (Saint Cloth Myth?), comunemente conosciuti in alcuni paesi anche come Myth Cloth, sono una linea di action figure basate sul manga e sulla serie animata de I Cavalieri dello zodiaco di Masami Kurumada.

## Ideazione e distribuzione
La linea, creata e prodotta da Bandai nel 2003 per accompagnare il lancio della serie animata I Cavalieri dello zodiaco - Saint Seiya - Hades, viene commercializzata sotto l'etichetta Tamashii Nation destinata a collezionisti adulti. Inizialmente sarebbero dovuti uscire soltanto i modellini dei 5 Cavalieri di bronzo protagonisti (Seiya, Shun, Ikki, Shiryu e Hyoga), ma il grande successo nelle vendite spinse alla produzione anche dei dodici Cavalieri d'oro e successivamente anche di altri personaggi (Cavalieri di Asgard, Cavalieri di Nettuno, Specter e personaggi vari della serie classica). Nel 2013 vi è anche il debutto di modellini myth cloth riguardanti i personaggi della serie Saint Seiya Ω. Nel 2014 vi è il lancio di una nuova linea riguardanti i personaggi del film Saint Seiya: Legend of Sanctuary denominati Saint Cloth Legend, poi anche sulla serie Saint Seiya Soul of Gold E nel 2017 anche sul sequel Saint Seiya Next Dimension.
I modellini inizialmente vennero lanciati sul mercato asiatico (Giappone, Hong Kong, Cina), successivamente la vendita si espanse anche in America, Brasile e Messico e poi in Europa (Francia, Spagna, Portogallo e Italia), divenendo un prodotto molto famoso e di successo.
La caratteristica principale di questi modellini è l'alta qualità nei dettagli, maggiore rispetto ai modellini classici della serie Vintage degli anni ottanta.
- Da gennaio 2011 la Cosmic Group di Modena disporrà e distribuirà i prodotti della serie grazie alla licenza del intera serie myth per il mercato italiano[1]
- Con una conferenza a maggio del 2011 vengono annunciate due nuove linee[2].

La prima chiamata "Saint Cloth Myth EX" ha lo scopo di dare un rinnovamento ai modellini più vecchi della precedente linea. L'idea iniziale dichiarata dal direttore responsabile era quello di produrre 17 personaggi (i 12 Gold Saints ed i 5 Bronze Saints della serie classica). Caratteristica di questa linea è la maggiore posabilità data da un numero maggiori di punti di snodo rispetto ai precedenti in maniera tale da poter emulare al meglio le pose viste nell'anime e nel manga. Occasionalmente sono accompagnati da effetti scenici in PVC per riprodurre con maggior dettaglio i colpi speciali dei sacri combattenti.
La seconda linea prende il nome di Saint Cloth Crown Series e presenta modellini alti 30 Cm con un numero maggiore di dettagli.
Di alcuni soggetti myth cloth è stata prodotta la versione OCE, cioè con i colori originali del manga classico.

## Saint Cloth Myth
Elenco dei modellini usciti in ordine cronologico (le date fanno riferimento all'uscita in Asia):
- Seiya di Pegasus, V2 (dicembre 2003)
- Shiryu di Dragon, V2 (dicembre 2003)
- Hyoga di Cygnus, V2 (gennaio 2004)
- Shun di Andromeda, V2 (febbraio 2004)
- Ikki di Phoenix, V2 (marzo 2004)
- Aiolia di Leo (aprile 2004)
- Camus di Aquarius (giugno 2004)
- Shaka di Virgo (agosto 2004)
- Aiolos di Sagittarius (ottobre 2004)
- Shura di Capricorn (dicembre 2004)
- Rhadamanthys di Wyvern (gennaio 2005)
- Dohko di Libra (febbraio 2005)
- Seiya di Pegasus, V3 (marzo 2005)
- Death Mask di Cancer (aprile 2005)
- Mu di Aries (giugno 2005)
- Milo di Scorpio (agosto 2005)
- Shiryu di Dragon, V3 (settembre 2005)
- Aldebaran di Taurus (ottobre 2005)
- Jabu di Unicorn (novembre 2005)
- Ichi di Hydra (novembre 2005)
- Saga di Gemini e il Grande Sacerdote Arles, nella stessa confezione (dicembre 2005)
- Aphrodite di Pisces (febbraio 2006)
- Hyoga di Cygnus, V3 (marzo 2006)
- Nachi di Wolf (aprile 2006)
- Ban di Lionet (aprile 2006)
- Aiacos di Garuda (maggio 2006)
- Orfeo della Lira (giugno 2006)
- Shun di Andromeda, V3 (agosto 2006)
- Siegfried di Alpha Dubhe (settembre 2006)
- Geki di Bear (ottobre 2006)
- Minos di Grifon (novembre 2006)
- Isaak di Kraken (dicembre 2006)
- Kanon di Sea Dragon e Kanon in borghese, nella stessa confezione (febbraio 2007)
- Ikki di Phoenix, V3 (marzo 2007)
- Shion di Aries, versione Specter (giugno 2007)
- Sorrento di Siren (agosto 2007)
- Syd di Zeta Mizar (settembre 2007)
- Krishna di Crisaore (ottobre 2007)
- Pacchetto con i cinque Bronze Saint V2 ricolorati (dicembre 2007)
- Hagen di Beta Merak (dicembre 2007)
- Baian di Sea Horse (gennaio 2008)
- Thanatos (marzo 2008)
- Mime di Benetnasch (aprile 2008)
- Io di Scylla (maggio 2008)
- Seiya di Pegaso, God Cloth (giugno 2008)
- Kaysa di Lymnades (agosto 2008)
- Poseidone, ROYAL ORNAMENT EDITION (settembre 2008)
- Poseidone, Regular Edition (settembre 2008)
- Fenrir di Ypsilon Alioth (novembre 2008)
- Hypnos (dicembre 2008)
- Shura di Capricorn, versione Specter (gennaio 2009)
- Camus di Aquarius, versione Specter (febbraio 2009)
- Saga di Gemini, versione Specter (marzo 2009)
- Alberich di Delta Megrez (giugno 2009
- Shun di Andromeda, God Cloth (luglio 2009)
- Tenma di Pegasus, V1 (agosto 2009)
- Thor di Gamma Phecda (settembre 2009)
- Kagaho di Bennu, (novembre 2009)
- Seiya di Pegasus con la God Robe di Odin (dicembre 2009)
- Death Mask di Cancer, versione Specter (gennaio 2010)
- Bud di Alcor (gennaio 2010)
- Argol di Perseus (febbraio 2010)
- Shiryu di Dragon, God Cloth (marzo 2010)
- Misty di Lizard (maggio 2010)
- Seiya di Pegasus, V1/Versione anime (giugno 2010)
- Hyoga di Cygnus, God Cloth (luglio 2010)
- Shun di Andromeda, V1/Versione anime (agosto 2010)
- Aphrodite di Pisces, versione Specter (settembre 2010)
- Hyoga di Cygnus, V1/Versione anime (ottobre 2010)
- Shiryu di Dragon, V1/Versione anime (novembre 2010)
- Valentino dell'Arpia, Specter (febbraio 2011)
- Seiya di Pegasus Black e Shun di Andromeda Black (aprile 2011)
- Ikki di Phoenix Black (aprile 2011)
- Shiryu di Dragon Black e Hyoga di Cygnus Black (giugno 2011)
- Ikki di Phoenix, V1/Versione anime (giugno 2011)
- Shaina di Ofiuco, Silver Cloth. (novembre 2011) e in pacco doppio Cassios Figuarts ZERO (novembre 2011)
- Ikki di Phoenix, God Cloth (novembre 2011)
- Marin di Eagle, Silver Cloth. (Maggio 2012)
- Tetis di Mermaid, Scale. (Dicembre 2012)
- Kouga di Pegasus, New Cloth Ω (Novembre 2013).
- Saori Kido/Athena Cloth (Dicembre 2013)
- Eden di Orione, New Cloth Ω (Febbraio 2014).
- Seiya di Sagittarius, New Gold Cloth Ω (Giugno 2014)
- Ikki di Phoenix V1 Versione Revival (Luglio 2018)
- Shun di Andromeda V1 Versione Revival (Agosto 2018)
- Seiya di Pegasus V1 Versione Revival (Settembre 2018)
- Shoko di Equuleus (Maggio 2019)
- Shiryu di Dragon V1 Versione Revival (Giugno 2019)
- Hyoga di Cygnus V1 Versione Revival (Luglio 2019)
- Kyoko di Equuleus (Novembre 2019)
- Jabu di Unicorn Versione Revival (Giugno 2020)
- Sho di Toucan - Steel Saint Versione Revival (Luglio 2021)
- Titis di Mermaid  Versione Revival (Agosto 2021)
- Ushio di Marine - Steel Saint Versione Revival (Luglio 2022)
- Daichi di Land - Steel Saint Versione Revival (Agosto 2022)
- Hilda di Polaris Versione Revival (Maggio 2023)

Prototipi presentati ma non ancora commercializzati
- Guilty e Esmeralda, Plain Cloth
- Dohko, Plain Cloth
- Saga di Gemini, Shura di Capricorn e Camus di Aquarius, Spectre Version Broken
- Ryuho di Dragon, New Cloth Ω
- Souma di Lionet, New Cloth Ω
- Yuna di Aquila, New Cloth Ω
- Shun di Andromeda, New Cloth Ω
- Eris Dea della Discordia, Plain Cloth
- Mayura di Pavo

Progetti cartacei mai convertiti
- Shun di Andromeda Final Version (Appendix)
- Tenma di Pegasus, V2 (Lost Canvas)

### Saint Cloth Myth Premium
Altri modellini sono usciti in edizione limitata in occasione di offerte commerciali. La modalità di reperimento di queste figure è sempre la stessa per i residenti in Giappone: spedire un tagliando presente nelle action figure aderenti all'iniziativa e pagare un corrispettivo in yen. 
- ottobre 2005: Grande Sacerdote Shion
- novembre 2006: Pandora
- settembre 2007: Hades Shun
- febbraio 2009: Athena \ Saori Kido
- marzo 2010: Hilda di Polaris
- gennaio 2011: Grande Sacerdote Shion recolor[5]
- marzo 2011: Fake Sagittarius

### Saint Cloth Myth (Uscite speciali)
Altri modellini sono venduti in occasioni di alcuni eventi come il Tamashii Nation (esposizione di nuovi prodotti della Tamashii), o esclusivamente via web, o per altre occasioni speciali. La dicitura ORIGINAL COLOR EDITION (OCE) sta ad indicare i myth con la colorazione del manga. Dove non specificato i soggetti sono della linea Myth Cloth.
- novembre 2007: Crystal Saint \ Maestro dei Ghiacci (Figure Oh Exclusive)
- marzo 2008: Seiya di Pegasus, V3 con Cloth dorato placcato in oro
- marzo 2008: pacchetto Grande Sacerdote Shion/Shion Specter con Cloth Original Color Version [TAMASHII NATION 2008]
- novembre 2008: pacchetto Grande Sacerdote Shion/Shion Specter con Cloth Original Color Version [TAMASHII NATION 2008 IN ASIA]
- marzo 2009: Pegasus Seiya God Cloth ORIGINAL COLOR EDITION
- marzo 2009: Saga di Gemini Appendix ORIGINAL COLOR EDITION
- aprile 2009: Seiya di Pegasus, V2 Broken (Figure Oh Exclusive)
- ottobre 2009: Seiya di Pegasus, V3 ORIGINAL COLOR EDITION
- ottobre 2009: Milo di Scorpio Appendix ORIGINAL COLOR EDITION
- ottobre 2009: Shaka di Virgo Appendix ORIGINAL COLOR EDITION
- aprile 2010: Shun di Andromeda, God Cloth ORIGINAL COLOR EDITION
- aprile 2010: Seiya di Pegasus, V2 "Power of Gold"
- agosto 2010: Ikki di Phoenix, V3 ORIGINAL COLOR EDITION
- agosto 2010: Shiryu di Dragon, V2 "Power of Gold"
- settembre 2010: Shiryu di Dragon, God Cloth ORIGINAL COLOR EDITION
- novembre 2010: Hyoga di Cygnus, V2 "Power of Gold"
- maggio 2011: Sky Steel Sho (Tamashii Nation 2011)
- luglio 2011: Steel Marine Ushio e Land Daichi (Tamashii Nation 2011)
- agosto 2012: Argol di Perseus, VERSION SPECTER.
- giugno 2013 : June Camaleonte, BRONZE CLOTH.
- dicembre 2013 : Myu di Papillon, SPECTER
- agosto 2014 : Misty di Lizard SILVER CLOTH versione SPECTER
- settembre 2014: Hades OCE (Tamashii Web)
- novembre 2014 : Sphinx Pharaoh, SPECTER (Tamashii Web)
- febbraio 2015 : Acheron Charon, SPECTER (Tamashii Web)
- dicembre 2015 : Tramy di Sagitta (Tamashii Web)[6]
- marzo 2016 : Aiolia with Golden Odin Robe (Tamashii Web)[7]
- giugno 2016 : Pegasus Seiya V1 (Early Bronze Cloth) OCE- (Convention 30th Anniversary "Complete work of Saint Seiya")[8]
- giugno 2017 : Rune di Balgor (Tamashii Web)[9] anche in edizione con scrittoio e tunica da lavoro
- maggio 2018 : God of Sun, Abel (Tamashii Web)[10] e in pacco doppio con [Saori Kido]
- giugno 2018 : Cerberus di Dante ,Silver Saint (Tamashii Web)[11]
- febbraio 2020 : Queen di Alraune SPECTER (Tamashii Web)
- settembre 2020 : Jamian di Crow (Tamashii Web Limited)
- novembre 2021 : Capella di Auriga  (Tamashii Web Limited)
- novembre 2022 : Babel del Centauro (Tamashii Web Limited)
- luglio 2024 : Moses di Whale (Tamashii Web Limited)

### Saint Cloth Myth - 10th anniversary
Linea celebrativa regolare per i 10 anni dei Saint Cloth Myth.
Sei i prodotti: 5 recolor e 1 set di piedistalli.
- settembre 2013 : Seiya di Pegasus, God Cloth recolor.
- ottobre 2013 : Shiryu di Dragon, God Cloth recolor.
- novembre 2013 : Hyoga di Cygnus, God Cloth recolor.
- dicembre 2013 : Special Stand DX
- gennaio 2014 : Shun di Andromeda, God Cloth recolor.
- febbraio 2014 : Ikki di Phoenix, God Cloth recolor.

### Saint Cloth Myth - 15th anniversary
Linea celebrativa regolare per i 15 anni dei Saint Cloth Myth.
Quattro i soggetti: 3 recolor e 1 inedito.
- ottobre 2018: Saori Kido/Athena Cloth recolor
- novembre 2018: Hades recolor
- dicembre 2018: Poseidon recolor
- dicembre 2018 : Pegasus Seiya/Overture Tenkai Cloth

### Saint Cloth Myth - 20th anniversary
- dicembre 2023 : Goddes Athena God Cloth & Saori Kido Divine Saga Premium Set
- gennaio 2024 :  Seiya di Pegasus V1 Anime Recolor Edition
- febbraio 2024 : Shiryu di Dragon V1 Anime Recolor Edition
- marzo 2024 : Hyoga di Cygnus V1 Anime Recolor Edition
- aprile 2024 : Shun di Andromeda V1 Anime Recolor Edition
- maggio 2024 : Ikki di Phoenix V1 Anime Recolor Edition
- maggio 2024 : Seiya di Pegasus "Saint Seiya - The Beginning" Movie Edition
- giugno 2024 : Shaka di Virgo Versione Revival
- settembre 2024 : Camus di Aquarius Versione Surplice

### Giochi Preziosi - Versione Deluxe
Una parte dei Myth Cloth furono importati in Italia con la denominazione Versione Deluxe, qui venne tolta l'imposizione del target da 15 anni in su in favore di una più bassa da 3 anni in su, cambio che ha portato a delle piccole modifiche dei modellini, modifiche "qualitative" e di "precisione" nella realizzazione. Le scatole esternamente furono modificate introducendo i nomi italiani, ma rimasero intatte all'interno. I modellini usciti in Italia sono:
- Cavalieri Deluxe Bronzo versione 2, settembre 2008:
  - Pegasus
  - Sirio
  - Andromeda
  - Cristal
  - Phoenix
- Cavalieri Deluxe Oro, settembre 2008:
  - Ioria
  - Virgo
  - Cancer
  - Grande Mur
  - Scorpio
  - Aquarius

## Saint Cloth Myth EX Series
Questa lista comprende i soggetti usciti sul mercato regolare della suddetta linea.
- Saga di Gemini (settembre 2011)
- Aiolia di Leo (gennaio 2012)
- Mu di Aries (febbraio 2012)
- Milo di Scorpio (aprile 2012)
- Seiya di Pegasus V2 (giugno 2012)
- Aiolos di Sagittarius (agosto 2012)
- Shaka di Virgo (ottobre 2012)
- Ikki di Phoenix V2 (novembre 2012)
- Shun di Andromeda V2 (gennaio 2013)
- Aphrodite di Pisces (gennaio 2013)
- Death Mask di Cancer (aprile 2013)
- Shura di Capricorn (luglio 2013)
- Shiryu di Dragon V2 (agosto 2013)
- Dohko di Libra (ottobre 2013)
- Saga di Gemini Surplice (febbraio 2014)
- Rhadamanthys di Wyvern, (aprile 2014)
- Shion di Aries Gold Saint, (maggio 2014)
- Aldebaran di Taurus (luglio 2014)
- Hyoga di Cygnus V2, (agosto 2014)
- Shura di Capricorn Surplice (settembre 2014)
- Seiya di Pegasus V2 Gold OCE - Masami Kurumada Hot Blood 40th Anniversary Edition - (novembre 2014)[12]
- Camus di Aquarius (dicembre 2014)
- Death Mask di Cancer Surplice (marzo 2015)
- Aiolia di Leo, God Cloth (giugno 2015)
- Kanon di Sea Dragon, Marine di Poseidon (luglio 2015)
- Mu di Aries, God Cloth (agosto 2015)
- Shaka di Virgo, God Cloth (ottobre 2015)
- Death Mask di Cancer, God Cloth (gennaio 2016)
- Shura di Capricorn, God Cloth (Aprile 2016)
- Camus di Aquarius, God Cloth (Luglio 2016)
- Aldebaran di Taurus, God Cloth (Novembre 2016)
- Aiolos di Sagittarius, God Cloth (Dicembre 2016)
- Aphrodite di Pisces, God Cloth (Dicembre 2016)
- Loki SOG (Marzo 2017)
- Seiya di Pegasus V2 POG (Tamashii Web - Aprile 2017)
- Ikki di Phoenix V2 POG (Tamashii Web- Aprile 2017)
- Saga di Gemini SOG + Pope Ares Premium Set (Maggio 2017)
- Saga di Gemini Revival (Maggio 2017)
- Milo di Scorpio SOG (Settembre 2017)
- Camus di Aquarius Surplice (Novembre 2017)
- Shaka di Virgo Revival (Novembre 2017)
- Aphrodite di Pisces SOG (Novembre 2017)
- Odysseus di Ophiucus Saint Seiya Next Dimension OCE (Dicembre 2017)
- Dohko di Libra SOG (Febbraio 2018)
- Minosse di Grifon (Aprile 2018)
- Aiolia di Leo Revival (Maggio 2018)
- Dohko di Libra Versione OCE (Settembre 2018)
- Julian/Nettuno + Imperial Premium Set (Settembre 2018)
- Saga di Gemini Versione OCE (Dicembre 2018)
- Garuda di Aiacos (Dicembre 2018)
- Isaak di Kraken (Febbraio 2019)
- Aphrodite di Pisces Versione Surplice (Marzo 2019)
- Milo di Scorpio Saintia Sho Color Edition (Aprile 2019)
- Hyoga di Aquarius (Maggio 2019)
- Sion di Aries Surplice (Agosto 2019)
- Sion di Aries Pope DeLuxe (Agosto 2019)
- Seiya di Sagittarius (Settembre 2019)
- Krishna di Chrysaor (Settembre 2019)
- Shun di Andromeda V2 Golden Limited (Ottobre 2019)
- Camus di Aquarius Versione OCE (Ottobre 2019)
- Saga di Ares (Novembre 2019)
- Siegfried di Alpha Dubhe (Dicembre 2019)
- Shiryu di Libra (Febbraio 2020)
- Io di Scylla (Aprile 2020)
- Hagen di Beta Merak (Maggio 2020)
- Deathmask di Cancer Versione OCE (Giugno 2020)
- Shura di Capricorn Versione OCE (Luglio 2020)
- Baian di Sea Horse (Agosto 2020)
- Syd di Zeta Mizar (Novembre 2020)
- Meiou di Hades Ex Metal (Dicembre 2020)
- Aiolos di Sagittarius Revival + Saori Baby (Gennaio 2021)
- Rhadamanthys di Wyvern Versione OCE (Febbraio 2021)
- Ikki di Phoenix V2 Revival (Febbraio 2021)
- Aldebaran di Taurus Versione OCE (Marzo 2021)
- Shura di Capricorn Revival (Aprile 2021)
- Ikki di Phoenix V2 Gold Limited Edition (Aprile 2021)
- Seiya di Pegasus V3 (Maggio 2021)
- Mur di Aries Revival + Kiki (Giugno 2021)
- Syria di Siren Sorrento Asgard Final Battle Version (Settembre 2021)
- Dohko di Libra SOG Revival (Ottobre 2021)
- Alberich di Delta Megrez (Novembre 2021)
- Saga di Gemini 24K (Novembre 2021)
- Hypnos Ex Metal (Dicembre 2021)
- Minos di Grifon Versione OCE (Gennaio 2022)
- Alcor di Zeta Bud (Febbraio 2022)
- Shun di Andromeda V2 Revival (Marzo 2022)
- Kaisa di Lymnades (Aprile 2022)
- Shiryu di Dragon V3 (Aprile 2022)
- Kanon di Gemini  Versione Revival (Maggio 2022)
- Aiacos di Garuda  Versione OCE (Agosto 2022)
- Shun di Andromeda V3 (Settembre 2022)
- Shiryu di Dragon V2 Gold Limited Edition (Ottobre 2022)
- Camus di Aquarius Revival (Ottobre 2022)
- Thanatos Ex Metal + Pandora Child (Gennaio 2023)
- Deathmask di Cancer Revival (Aprile 2023)
- Thor di Gamma Phecda (Giugno 2023)
- Hyoga di Cygnus V3 (Agosto 2023)
- Milo di Scorpio Revival (Settembre 2023)
- Dohko di Libra Revival (Febbraio 2024)
- Seiya di Sagittarius Ex Metal (Luglio 2024)
- Aldebaran di Taurus Revival (Agosto 2024)
- Ikki di Phoenix V3 (Ottobre 2024)
- Shun di Virgo Ex Metal (Dicembre 2024)
- Pandora Versione Ex (Febbraio 2025)
- Seiya di Pegasus God Cloth Ex Metal (Maggio 2025)

## Saint Cloth Crown Series
- Seiya di Sagittarius
- Emperor Poseidon
- Hyoga di Aquarius
- Shiryu di Libra

## Saint Cloth Divine Series
La serie sostituisce la precedente Crown Series, ma le specifiche sembrano essere le stesse: 30 CM e moltitudine di fregi sulle corazze
Prototipi non ancora commercializzati
- Saori Kido Athena Cloth
- Plain Cloth Hades

## Saint Cloth Legend
La linea prende il nome dal film I Cavalieri dello zodiaco: La leggenda del Grande Tempio.
- ottobre 2014: Saga di Gemini, Gold Cloth
- aprile 2015: Aiolos di Sagittarius, Gold Cloth

Prototipi mai commercializzati
- Seiya di Pegasus
- DeathMask di Cancer